# Viacheslav Chukánov
Viacheslav Mijáilovich Chukánov –en ruso, Вячеслав Михайлович Чуканов– (Jimki, Unión Soviética, 24 de abril de 1952) es un jinete soviético que compitió en la modalidad de salto ecuestre.
Participó en los Juegos Olímpicos de Moscú 1980, obteniendo una medalla de oro en la prueba por equipos (junto con Viktor Poganovski, Viktor Asmayev y Nikolai Korolkov).

## Palmarés internacional
| Juegos Olímpicos | Juegos Olímpicos | Juegos Olímpicos | Juegos Olímpicos |
| Año              | Lugar            | Medalla          | Categoría        |
| ---------------- | ---------------- | ---------------- | ---------------- |
| 1980             | Moscú (URSS)     | Medalla de oro   | Por equipos      |